# Окулов, Алексей Иванович
Алексей Иванович Окулов (19февраля (1 октября) 1880, с. Каратуз Минусинского уезда Енисейской губернии — 10 января 1939, Амурлаг, Свободный) — российский революционер, советский военный и партийный деятель, писатель, педагог.

## Биография
Из семьи купца Ивана Петровича Окулова, разорившегося золотопромышленника. Обучался в Красноярской гимназии, затем окончил Киевскую гимназию. В 1903 году вступил в РСДРП, большевик. В Москве окончил в 1904 г. школу драматического искусства при Московском художественном Театре. Во время Революции 1905 года в Вологде был руководителем рабочей боевой дружины, а затем городской милиции, легально созданной по решению городской думы. Затем выехал в Петербург, с 1907 по 1913 г. находился в эмиграции, жил в Женеве и Париже. Вернулся в Россию в 1913 г., вскоре был арестован и осужден на 3,5 года. В 1916 году призван в армию.
Во время Февральской революции в 1917 году находился в отпуске в Красноярске. Здесь стал одним из организаторов и председателем Красноярского Совета рабочих и солдатских депутатов. Затем член губкома РСДРП(б) и председатель губисполкома Енисейской губернии, председатель нелегального съезда революционных Советов Средней Сибири. Осенью 1917 прибыл в Петроград, где работал в аппарате ВЦИК. В начале 1918 года стал членом ВЦИК 2-го созыва и его президиума. Был избран членом Учредительного собрания.
Был назначен особоуполномоченным ВЦИК по формированию частей Красной армии в Сибири. В мае — июне 1918 года председатель, в июле военный комиссар Военно-оперативного штаба Западной Сибири, один из руководителей обороны Омска и Тюмени от белочехов. В октябре — декабре 1918 г. член РВС Южного фронта, одновременно член РВС 10-й армии. Вступил в конфликт с И. В. Сталиным и К. Е. Ворошиловым по поводу их деятельности в Царицыне, называя её партизанщиной. В результате был отозван в Москву. В январе — июле 1919 года член РВСР и в январе — мае член Революционного военного трибунала Республики, в мае — июне член РВС Западного фронта, в июне — августе Южного фронта и чрезвычайный уполномоченный Совета рабоче-крестьянской обороны по инспектированию воинских частей на Украине. Делегат VIII-го съезда РКП(б), выступил на нём с критикой «военной оппозиции». В сентябре 1919 — феврале 1920 года начальник 43-й стрелковой дивизии Южного фронта. В мае — октябре 1920 военный комиссар Восточно-Сибирского военного округа, затем командующий войсками этого округа. Член ВЦИК 3-го и 4-го созыва.
После расформирования штаба округа перешел на преподавательскую работу. В 1926—1927 годах входил в правление «Главзолото». С начала 1930-х годов — персональный пенсионер.
В конце 1936 г. был исключён из ВКП(б), в декабре 1937 по сфабрикованным обвинениям приговорён к 10-ти годам исправительно-трудовых лагерей. Умер в заключении в Амурлаге, в г. Свободном. Посмертно реабилитирован.

## Литературная деятельность
Печататься начал в 1906 году. Его первый рассказ — «Товарищ Тихонов» — был опубликован в  1906 году в «Журнале для всех» (№ 8, 1906, с. 471-480). В 1916 году опубликовал первый сборник рассказов «На Амыле-реке». В 1924 году вновь вернулся к писательской деятельности. Был членом группы «Перевал». Тематике гражданской войны посвятил повести «Заметки Иванова», «Крестьянская война» (1925), рассказы «В снегах», «Нежданная встреча» (1928), пьесу «Там, где смерть» (1919). Обратился к разработке историко-революционной темы в повестях «Камо» и «Вологодская республика» (1931).
По мнению авторов выпущенной в середине 1930-х годов «Литературной энциклопедии»:

Разработка революционной тематики, наблюдательность, меткость характеристик — все эти положительные качества творчества Окулова снижены, с одной стороны, наличием гуманистических настроений, с другой стороны, погоней за приключенческой занимательностью и эффектами.

## Семья
Сестра — Окулова-Теодорович, Глафира Ивановна (1878—1957), революционерка, партийный деятель, была ректором ряда высших учебных заведений.

## Сочинения
- На Амыле-реке и др. рассказы. — М.: «Северные дни». — 1916 (переиздано: М.: «ЗиФ», 1925);
- Там, где смерть. — М., 1922
- Заметки Иванова (Рассказы). — М.: Московский рабочий, 1926 (переиздано: М.: Советский писатель, 1935 (11 тип. Мособлполиграфа));
- Нежданная встреча. — М.: «Федерация», 1926;
- Побег, «Федерация». — М., 1930;
- Камо. Вологодская республика — М.: ГИХЛ, 1931;
- Юность: Повести и рассказы. — М.: Советский писатель, 1958.